# إدوارد إيفرت روز
إدوارد إيفرت روز (بالإنجليزية: Edward Everett Rose)‏ هو كاتب أمريكي، ولد في 11 فبراير 1862 في Stanstead, Quebec ‏ في كندا، وتوفي في 2 أبريل 1939.

## وصلات خارجية
- إدوارد إيفرت روز على موقع قاعدة بيانات برودواي على الإنترنت (الإنجليزية)
- إدوارد إيفرت روز على موقع قاعدة بيانات برودواي على الإنترنت (الإنجليزية)
- إدوارد إيفرت روز على موقع قاعدة بيانات برودواي على الإنترنت (الإنجليزية)